# McCoy
McCoy – jednostka osadnicza w Stanach Zjednoczonych, w stanie Kolorado, w hrabstwie Eagle.